# Gerlosberg
Gerlosberg è un comune austriaco di 466 abitanti nel distretto di Schwaz, in Tirolo.